# Christopher Paolini
Christopher Paolini (ur. 17 listopada 1983 w Paradise Valley w stanie Montana) – amerykański pisarz pochodzenia włoskiego, autor cyklu Dziedzictwo.

## Życiorys
Uczył się w domu i szkołę średnią ukończył w wieku 15 lat dzięki kursom korespondencyjnym. To właśnie wtedy zaczął pracować nad powieścią Eragon i dwiema następnymi. W ciągu pierwszego roku powstał zarys książki, następny rok autor poświęcił na jej rozbudowanie. W 2002 r. Eragon został wydany przez Paolini International LCC, spółkę wydawniczą rodziców Paoliniego. Następnie autor odwiedził 130 szkół, dyskutując na temat książki, czytając i pisząc. Kiedy powieściopisarz Carl Hiaasen za namową swojego syna przeczytał książkę, zawiadomił swojego wydawcę, Knopfa. Po większych korektach, gdy około 20 000 słów zostało wyciętych, druga edycja Eragona została opublikowana w sierpniu 2003 r.
Eragon figurował 24 tygodnie na liście bestsellerów; tylko piąta część przygód Harry’ego Pottera sprzedawała się lepiej, zaś wokół samej książki zgromadziło się wielu fanów. Eragon stał się także przyczyną dyskusji na temat homeschoolingu, ale sama jakość książki też stała się powodem do debat. Krytycy zwracali uwagę na wtórność fabuły powieści, jednocześnie chwaląc sposób, w jaki Paolini opisał relacje między postaciami.
Twórczość Paoliniego traktuje się z rosnącym dystansem – z jednej strony cichnie szum medialny zarówno wokół jego osoby, jak i jego książek, z drugiej strony powszechnie wiadome jest to, że znaczącą rolę w promocji książki odegrali rodzice autora oraz firma wydawnicza będąca ich własnością, co również spotyka się z krytyką.
31 grudnia 2018 ukazał się zbiór opowiadań The Fork, the Witch, and the Worm, osadzony w Alagaësii, świecie Eragona. Fragment do książki napisała Angela Paolini, siostra Christophera.

## Cykl Dziedzictwo
- Eragon: Dziedzictwa księga pierwsza
- Najstarszy (Eldest): Dziedzictwa księga druga
- Brisingr: Dziedzictwa księga trzecia
- Dziedzictwo. Tom 1 (Inheritance) księga czwarta tom 1
- Dziedzictwo. Tom 2 (Inheritance) księga czwarta tom 2
- Widelec, wiedźma i smok. Opowieści ze świata Alagaësii. Tom 1: Eragon
- Murtagh[4]